# Templo de Campinas (Brasil)
El Templo de Campinas es uno de los templos construidos y operados por la Iglesia de Jesucristo de los Santos de los Últimos Días, el número 111 construido por la iglesia y el cuarto construido en Brasil, ubicado a orillas de la Avenida Antonio Carlos Couto de Barros en el distrito Sousas de la ciudad de Campinas ubicada en el estado de São Paulo.
El templo de Campinas se encuentra a 82 kilómetros (51,0 mi) del Templo de São Paulo, a 82 kilómetros (51,0 mi) del templo de Sao Paulo Este y a 135 kilómetros (83,9 mi) del templo de Santos estando estos entre los templos más cercanos uno del otro fuera de los Estados Unidos.

## Construcción
Los planes para la construcción de un templo en Campinas se anunciaron en la conferencia general de la iglesia SUD el 5 de abril de 1997. La ceremonia de la primera palada y la dedicación del terreno tuvo lugar el 1 de mayo de 1998 por James E. Faust, primer consejero de la Primera Presidencia de la iglesia, asistiendo a ella unas 3 mil personas. Al día siguiente se realizó la ceremonia de la primera palada del templo de Porto Alegre, la tercera vez que la iglesia realizara la ceremonia de la primera palada para dos templos en días subsiguientes. El hito se acortaría con la primera palada del templo de Detroit y el Templo de Spokane (Washington). 
El templo se construyó sobre una colina desde la que se ve la ciudad industrial de Campinas, de más de 1 millón de habitantes. El terreno del templo cuenta con 2.5 hectáreas. El entonces alcalde de Campinas, Antonio da Costa Santos, arquitecto e historiador de profesión, visitó y recorrió el sitio de la construcción del templo en 2001. Con 48 100 pies cuadrados (4468,6 m²) de construcción, el templo de Campinas es el segundo templo SUD de mayor tamaño de Brasil, seguido del Templo de São Paulo que tiene 59 245 pies cuadrados (5504,0 m²). Cuenta con cuatro salones para realizar ordenanzas SUD y tres salones de sellamientos matrimoniales. La arquitectura exterior es una adaptación moderna de un diseño clásico de un pináculo, construido de granito Asa Branca extraído del estado brasileño de Ceará.

## Dedicación
El templo SUD de la ciudad de Campinas fue dedicado para sus actividades eclesiásticas en cuatro sesiones, el 17 de mayo de 2002, por Gordon B. Hinckley, el entonces presidente de la iglesia SUD. Antes de ello ello, del 20 de abril al 13 de mayo de ese mismo año, la iglesia permitió un recorrido público de las instalaciones y del interior del templo al que asistieron más de 75.000 visitantes. Unos 8.500 miembros de la iglesia e invitados asistieron a la ceremonia de dedicación, que incluye una oración dedicatoria.
Al templo, por su cercanía a las comunidades, también asisten miembros provenientes de ciudades del Estado de São Paulo, incluyendo Americana, Anápolis, Araraquara, Araçatuba, Guaratinguetá, Hortolândia y Bauru, Cariacica y otras ciudades de Espírito Santo, Contagem, Juiz de Fora y otras ciudades de Minas Gerais, Goiânia y otras ciudades de Goiás, Palmas y otras ciudades de Tocantins, Porto Velho y otras ciudades de Rondonia, así como Río de Janeiro y Brasilia.

## Pandemia 2019
El 25 de marzo de 2020 la iglesia solicitó el cierre de todos sus templos como respuesta preventiva a la Pandemia de COVID-19. En mayo de ese año la iglesia aprobó la apertura de 17 templos a nivel mundial para realizar matrimonios por personas vivas, prohibiendo para entonces todas las ceremonias a favor de ancestros fallecidos. Otros templos fueron abriendo durante el mes subsiguiente llegando a 93 templos en junio de 2020. Los templos en Brasil abrieron en julio, con la excepción del templo de Campinas que pasó a su primera fase de reapertura el 1 de agosto de 2020, uno de los últimos en el mundo en reabrir con estas especificaciones en 2020. El único templo aún cerrado por completo a fines de 2020 fue el templo de Kiev. Todos los templos de Brasil volvieron a abrir con mínimas restricciones para julio de 2022.